# Przedwiośnie (serial telewizyjny)
Przedwiośnie – polski serial telewizyjny z 2002 w reżyserii Filipa Bajona.
Serial jest sześcioodcinkową telewizyjną wersją kinowego filmu Przedwiośnie, zrealizowanego w 2001 roku na podstawie powieści Stefana Żeromskiego o tym samym tytule.

## Tytuły odcinków
1. Wieczny ogień
2. Szklane domy
3. Przyjaciele
4. Staw i kapliczka
5. Bal w Odolanach
6. W stronę Belwederu

## Obsada
- Mateusz Damięcki – Cezary Baryka
- Krystyna Janda – Jadwiga Baryka
- Janusz Gajos – Seweryn Baryka
- Daniel Olbrychski – Szymon Gajowiec
- Małgorzata Lewińska – Laura
- Urszula Grabowska-Ochalik – Karolina
- Karolina Gruszka – Wanda
- Maciej Stuhr – Hipolit
- Robert Gonera – Komisarz
- Krzysztof Globisz – Barwicki
- Jan Nowicki – wuj Skalnicki
- Władysław Kowalski – Jastrun
- Wojciech Siemion – Maciejunio
- Borys Szyc – Buławnik Wojciech
- Aleksandr Bielawski – Jastrun
- Katarzyna Łaniewska – służąca Gajowca
- Krzysztof Krupiński – Recepcjonista w hotelu „Savoy”
- Danuta Szaflarska – ciotka Aniela/ciotka Laura
- Teresa Szmigielówna – ciotka Wiktoria
- Alicja Jachiewicz – Wielosławska
- Bogusław Sar – stróż lotniska
- Marcin Dorociński – Antoni Lulek
- Andrzej Prus – członek delegacji rządowej na polu bitwy pod Warszawą